# Richard Eilenberg
Richard Eilenberg (Merseburg, 13 de gener de 1848 - Berlín, 5 de desembre de 1927) fou un compositor alemany. Adquirí gran notorietat com a compositor d'operetes i de música de ball per a orquestra i banda militar. A més de la seva activitat com a com a compositor, desenvolupà el càrrec de director musical de la ciutat polonèsa de Szczcin. Entre les primeres assoliren gran èxit les titulades:
- Condeit Eliquot;
- König Midas;
- Der tolle Prins;
- Marietta;
- el ballet Die Rose von Schiras